# Происшествие с Ту-124 над Запорожьем
Происшествие с Ту-124 над Запорожской областью — авиационная катастрофа, произошедшая в среду 27 июля 1966 года над Запорожской областью. Авиалайнер Ту-124В Казанского ОАО предприятия «Аэрофлот» выполнял регулярный пассажирский рейс SU-067 по маршруту Казань — Харьков — Симферополь, но через полтора часа после вылета из Харьковского аэропорта лайнер резко вошёл в пикирование. Через 10 секунд нахождения в таком состоянии, потеряв 4400 метров высоты, экипаж выровнил самолёт и вскоре приземлился в Симферопольском аэропорту. Из находившихся на его борту 90 пассажиров и членов экипажа, погиб 1, выжили 89.

## Самолёт
Ту-124В с регистрационным номером CCCP-45038 (заводской — 3351003, серийный — 10-03) был выпущен Харьковским авиационным заводом 12 февраля 1963 года, а 26 февраля передан Главному управлению гражданского воздушного флота, которое направило его во Внуковский авиаотряд Московского территориального управления гражданского воздушного флота (ГВФ). 15 февраля 1964 года авиалайнер был направлен в Шереметьевский авиаотряд Центрального управления Международных воздушных сообщений (ЦУМВС), а 26 декабря — в 1-й Казанский авиаотряд Приволжского управления ГВФ. Изначально самолёт имел салон на 44 пассажирских места, но позже был переделан на 56-местный.

## Хронология событий
27 июля 1966 года рейс SU-067 с 90 пассажирами и членами экипажа на борту вылетел из Харьковского аэропорта, а рейс выполнял Ту-124В борт СССР-45038, летящий из Казани в Симферополь с промежуточной остановкой в Харькове. Состав экипажа рейса 67 был из 261-го лётного отряда Казанского ОАО с командиром (КВС) Рашидом Абдарахмановичем Ибрагимовым и бортмехаником Владимиром Ивановым. Набрав высоту, лайнер занял эшелон полёта 7200 метров. Всего на его борту находились 90 человек: 62 взрослых и 28 детей.
Согласно полученному экипажем перед вылетом прогнозу погоды, на маршруте ожидалась ясная погода, хотя и было грозовое положение, но сама гроза при этом не ожидалась. Также в процессе набора высоты отказал бортовой радиолокатор, из-за чего экипаж теперь не мог контролировать погоду впереди самолёта.
Вскоре рейс 67 занял предписанный эшелон 7200 метров, а через некоторое время на высоте вдруг появились облака, при этом дальнейший полёт проходил среди них. Спустя полтора часа после вылета экипаж передал в Харьковский центр управления воздушным движением о следовании по маршруту на высоте 7200 метров, когда снаружи вдруг потемнело и появились микромолнии, после чего авиалайнер резко взметнулся вверх и вскоре вошёл в крутое пикирование. Потеряв 4400 метров высоты, причём за 9,8 секунд со слов командира экипажа, самолёт вышел из облаков с креном 60-70°, после чего пилоты смогли выровнять машину и стабилизировать на высоте 2800 метров, после чего доложили о случившемся диспетчеру, однако тот не поверил в случившееся «Да вы что, обалдели?! как 2800?! Вы же 10 секунд назад были на высоте 7200? Этого НЕ МОЖЕТ БЫТЬ!», поэтому вместо него на связь с экипажем вскоре вышел другой диспетчер, который дал указание борту 45038 выполнить доворот в 30° и следовать по данному курсу 2 минуты, после чего можно начинать набор высоты. Вскоре самолёт приземлился в Симферополе.
В результате происшествия умер один из пассажиров — старший советник юстиции прокуратуры города Харьков. Больше никто на борту не погиб, хотя ряд пассажиров и членов экипажа получили различные травмы во время беспорядочных манёвров самолёта в ходе падения.

## Цитата
Вспоминает командир Рашид Ибрагимов:
«… Такое ощущение, будто лайнер кто-то снизу огромной кувалдой стукнул. Самолет встал „на попа“, и хвостом вниз рухнул в темную облачную пропасть. Локатор отказал, бортовые приборы бессмысленно крутятся. Штурвал неуправляем, я пытаюсь хоть как-то его вывернуть — бесполезно! И все это в считанные секунды. Потом — бац! Какой-то грохот по носу самолета. И наш лайнер резко носом вниз клюнул. Я тогда практически вниз головой повис на привязных ремнях, а бортмеханик Владимир Иванов — тот головой чуть ли не в потолок „впечатался“.
Я думал — ему конец… Да и всем нам тоже. Эта мысль возникла у меня, потому что самолет на бешеной скорости уже мчался вниз, к земле, прямо носом. И главное, в этот момент головой это понимаешь, а физические ощущения — совершенно другие. Будто и нет никакой скорости! Будто и времени вообще нет. Просто всё замерло. И… тишина… Не могу это объяснить. В подсознании тут же мелькнуло: „Вот так, наверное, и умирают… И Коля[кто?] так погиб…“. Но именно в эту минуту вдруг внизу, в самом конце „чёрной дыры“ показалось светлое пятнышко. Наш самолет — махину более 23 тонн весом — буквально засасывало туда, как пушинку пылесосом. И в одно мгновенье как бы втянуло внутрь и выбросило куда-то.
Такое ощущение, что из большой чёрной облачной зоны выкинуло. И тут я увидел линию горизонта! Она мелькала, ходила из стороны в сторону, но она — БЫЛА!
Я из последних сил стал выравнивать самолет. И у меня получилось! К моему удивлению, неожиданно заработали все приборы, и даже связь с землёй. Но думать об этом было некогда.
Я уже вовсю орал диспетчеру: „Харьков, подход! Харьков, подход! Попали в грозу, высота — 2800, курс такой-то, нет ли встречных?“
„Да вы что, обалдели?! — слышится с земли, — как 2800?! Вы же 10 секунд назад были на высоте 7200? Этого НЕ МОЖЕТ БЫТЬ!“
А я и сам знаю, что не может, за 9,8 секунды мы упали на 4 тысячи метров, и лайнер не развалился на части. Просто чудо…»

## Дальнейшая судьба авиалайнера
Вскоре лайнер был восстановлен и снова стал летать в 1-м Казанском ОАО. Спустя 13 лет и 1 месяц лайнер разбился в 1979 году под Кирсановом.